# Gauliga Südwest-Mainhessen 1933/34
De Gauliga Südwest-Mainhessen 1933/34 was het eerste voetbalkampioenschap van de Gauliga Südwest-Mainhessen. De Gauliga werd in 1933 in het leven geroepen als nieuwe hoogste klasse in het Duitse voetbal en had zestien regionale onderverdelingen. Voorheen speelden de clubs in de Main- en Saarcompetitie. Normaal gesproken zou de competitie uit 10 clubs bestaan, maar na protest van SV Wiesbaden werden zowel Wiesbaden als Alemannia Worms nog in de competitie opgenomen. 
Kickers Offenbach werd kampioen en plaatste zich voor de eindronde om de Duitse landstitel, waar de club derde werd in de groepsfase. 

## Samenstelling
De samenstelling van de Gauliga Südwest-Mainhessen kwam als volgt tot stand. 
- de drie beste teams uit de Main-Hessen competitie 1932/33 (groep Main):
  - FSV Frankfurt
  - Eintracht Frankfurt
  - Offenbacher FC Kickers
- de vier beste teams uit de Main-Hessen competitie 1932/33 (groep Hessen):
  - 1. FSV Mainz 05
  - Wormatia Worms
  - VfR Alemannia-Olympia Worms
  - SV Wiesbaden
- de vier beste teams uit de Rijn-Saar competitie 1932/33 (groep Saar):
  - FK Pirmasens
  - 1. FC Kaiserslautern
  - Borussia Neunkirchen
  - Sportfreunde 05 Saarbrücken
- het bestgeplaatste team uit de Rijn-Saar competitie 1932/33 (groep Rijn) dat in het gebied van de Gauliga Südwest-Mainhessen lag. 
  - FC Phönix Ludwigshafen

## Eindstand
| Plaats | Club                        | Wed. | W  | G | V  | Saldo | Ptn.  |
| ------ | --------------------------- | ---- | -- | - | -- | ----- | ----- |
| 1.     | Offenbacher FC Kickers      | 22   | 11 | 8 | 3  | 46:31 | 30:14 |
| 2.     | FK Pirmasens                | 22   | 6  | 2 | 2  | 38:13 | 27:17 |
| 3.     | VfR Wormatia 08 Worms       | 22   | 11 | 5 | 6  | 43:41 | 27:17 |
| 4.     | SG Eintracht Frankfurt      | 22   | 10 | 5 | 7  | 53:40 | 25:19 |
| 5.     | Borussia VfB Neunkirchen    | 22   | 9  | 4 | 9  | 46:49 | 22:22 |
| 6.     | FSV Frankfurt               | 22   | 9  | 3 | 10 | 43:48 | 21:23 |
| 7.     | 1. FC Kaiserslautern        | 22   | 9  | 3 | 10 | 46:53 | 21:23 |
| 8.     | Sportfreunde 05 Saarbrücken | 22   | 9  | 2 | 11 | 40:38 | 20:24 |
| 9.     | FC Phönix Ludwigshafen      | 22   | 7  | 6 | 9  | 39:44 | 20:24 |
| 10.    | SV Wiesbaden 1899           | 22   | 8  | 4 | 10 | 37:43 | 20:24 |
| 11.    | 1. Mainzer FSV 05           | 22   | 9  | 1 | 12 | 29:53 | 19:25 |
| 12.    | VfR Alemannia-Olympia Worms | 22   | 4  | 4 | 14 | 29:53 | 12:32 |

|  | Kampioen, geplaatst voor nationale eindronde |
|  | Degradatie naar Bezirksliga                  |

## Promotie-eindronde

### Groep Oost
| Plaats | Club                 | Wed. | Saldo | Ptn.  |
| ------ | -------------------- | ---- | ----- | ----- |
| 1.     | FC Union Niederrad   | 4    | 16:03 | 06:02 |
| 2.     | Polizei SV Darmstadt | 4    | 03:07 | 05:03 |
| 3.     | TSV Heusenstamm      | 4    | 01:10 | 01:07 |

|  | Promotie naar Gauliga Südwest-Mainhessen 1934/35 |

### Groep West
| Plaats | Club                   | Wed. | Saldo | Ptn.  |
| ------ | ---------------------- | ---- | ----- | ----- |
| 1.     | SV Saar 05 Saarbrücken | 4    | 08:05 | 06:02 |
| 2.     | FG 1914 Oppau          | 4    | 11:09 | 04:04 |
| 3.     | FVgg Mombach 03        | 4    | 03:08 | 02:06 |